# Santa Rita (Copán)
Pour les articles homonymes, voir Santa Rita.
Santa Rita est une municipalité du Honduras, située dans le département de Copán. La municipalité de Santa Rita comprend 31 villages et 148 hameaux. Elle est fondée en 1875.

## Source de la traduction
- (en) Cet article est partiellement ou en totalité issu de l’article de Wikipédia en anglais intitulé « Santa Rita, Copán » (voir la liste des auteurs).